# Cercle de Kinshasa
 (décembre 2024).
Cercle de Kinshasa est un écrin de nature situé en plein cœur de la ville de Kinshasa, à 100 mètres du boulevard du 30 juin.

## Historique
Connu sous le nom de Cercle Royal de Léopoldville, ce dernier a été fondé sous forme d’une société coopérative à but non-lucratif le 21 janvier 1923 à Léopoldville, capitale de ce que l’on nommait encore le Congo belge. 
Il n’y avait pas de parcours de golf à cette époque, mais seulement un immeuble et quelques terrains de tennis. Le Cercle était logé dans une unique construction sur le boulevard Albert Ier en face de l’actuelle Banque commerciale Du Congo, où se trouve aujourd’hui un poste de police.

## Description
Le Cercle de Kinshasa en plein centre ville : 
- un parcours de Golf 18 trous (par 72),
- un practice abrité et éclairé, 4 professionnels a votre disposition.
- 12 cours de Tennis en terre battue,
- 4 professeurs disponibles
- 2 salles de Squash climatisées[2].